# Phyllanthus sikkimensis
Phyllanthus sikkimensis är en emblikaväxtart som beskrevs av Johannes Müller Argoviensis. Phyllanthus sikkimensis ingår i släktet Phyllanthus och familjen emblikaväxter. Inga underarter finns listade i Catalogue of Life.